# The Cat Mario Show
The Cat Mario Show és una sèrie web enfocada a llançaments recents i futurs de Nintendo explicats per a un públic infantil.

## Descripció
The Cat Mario Show és un xou web presentat per uns titelles, Mario felí i Peach felina, transformacions dels personatges de la saga Mario presents a Super Mario 3D World (Wii U). Sobre un fons de núvols, els dos gats expliquen en capítols que duren uns deu minuts novetats del món de Nintendo, curiositats, anuncis, etc., de llançaments recents. Tot i l'ambientació infantil, està qualificada majoritàriament per a majors de 12 anys segons PEGI pel contingut violent de la secció de Super Smash Bros. for Nintendo 3DS. The Cat Mario Show té les seves divisions europea, japonesa, americana i sud-coreana, que moltes vegades coincideixen.

### Seccions[calcitació]
Disposa d'aquestes seccions, que no sempre apareixen en tots els capítols i molts cops no tenen nom (si és que no es relacionen amb les que hi ha a continuació):
- Preguntas de Mario Felino. Fan preguntes tipus test d'esdeveniments en pantalla relacionats amb videojocs.
- Secretos de Super Smash Bros.. Expliquen els atacs de personatges de Super Smash Bros. for Nintendo 3DS. Aquesta secció és retirada de l'edició PEGI 3 en la versió europea.
- Conviértete en un experto en Mario. Mostren alguns trucs de jocs recents.
- Trucos y consejos de Mario Felino. És molt semblant a l'anterior.
- Grandes Partidas. Mostren nivells jugats en un temps rècord pels seus desenvolupadors.
- Entrenamiento Pokémon. Expliquen alguns aspectes sobre els pokémon.
- amiibo Silhouette Quiz. Exclusiva de la versió japonesa, proposa a l'espectador endevinar la figura amiibo. Una versió de Pokémon també es va estrenar al Japó.
- El mundo de los Yo-kai. Una secció enterament dedicada a Yo-kai Watch.

### Disponibilitat

El logotip japonès.

La versió japonesa, anomenada literalment Mèu Mèu Mèu! L'hora del gat Mario! (ニャニャニャ! ネコマリオタイム, Nyanyanya! Neko Mario Taimu), va començar el 26 de febrer de 2014, i es pot veure a YouTube, a Miiverse (disposa d'una comunitat que és mundial -encara que només es pot veure demanant veure les comunitats japoneses- i s'hi pengen dibuixos relacionats amb el capítol, i després enllacen amb YouTube) i a la Nintendo eShop. L'europea, en canvi, va començar el 17 de juliol del mateix any i només es pot visitar a la Nintendo eShop de Nintendo 3DS i Wii U i al lloc web Nintendo Kids i Nintendo Extra. La nord-americana va iniciar-se el 19 de desembre de 2014. Tot i això, a Nintendo Kids només es pot veure l'edició PEGI 3. A partir del juliol de 2015 és possible veure les edicions PEGI 3 mitjançant una llista de reproducció que cada regió de Nintendo of Europe ha penjat al seu canal de YouTube. Tant l'europea com l'americana es diuen The Cat Mario Show (El Show de Mario Felino en espanyol; "el xou del Mario gat" en català). La versió sud-coreana va iniciar-se el 3 de desembre de 2015.
Pokémon Playtime (Diversión Pokémon) va ser una sèrie separada a la versió europea (i més tard adoptada pel compte de Nintendo nord-americana) dedicada a parlar sobre l'univers Pokémon així com els seus llançaments futurs. Va tenir tres episodis entre el 5 d'agost i el 28 d'octubre de 2016.

## Recepció

### Màrqueting
Un tema basat en la sèrie web va sortir al Japó el 29 d'octubre de 2014 i de franc a Europa i Amèrica del 15 de desembre de 2014 al 15 de gener de 2015. Pins de la sèrie estan disponibles a l'aplicació Nintendo Badge Center.